# Шальная карта
«Шальная карта» (англ. Wild Card) — американский художественный фильм режиссёра Саймона Уэста по сценарию Уильяма Голдмана c Джейсоном Стейтемом в главной роли, ремейк фильма «Гнев» 1986 года. Премьера в США состоялась 30 января 2015 года

## Сюжет
Ник Уайлд работает в Лас-Вегасе телохранителем, мечтает накопить денег и навсегда уехать на Корсику. Но Ник соглашается помочь своей подруге Холли, подвергшейся изощренному и жестокому насилию со стороны сына крупного гангстера, из-за чего его отъезд на Корсику затягивается.

## В ролях
| Актёр                 | Роль           |
| --------------------- | -------------- |
| Джейсон Стейтем       | Ник Уайлд      |
| София Вергара         | Ди Ди          |
| Доминик Гарсиа-Лоридо | Холли          |
| Стэнли Туччи          | Малыш          |
| Джейсон Александр     | Пинки          |
| Энн Хеч               | Рокси          |
| Майло Вентимилья      | Дэнни Де Марко |
| Майкл Ангарано        | Сайрус Кинник  |
| Крис Браунинг         | Тил            |
| Хоуп Дэвис            | Кассандра      |
| Мэттью Уиллиг         | Кинлоу         |

## Создание
Режиссёром должен был быть Брайан Де Пальма, однако он покинул пост проекта. Его место занял Саймон Уэст. Главную роль сыграл Джейсон Стейтем. Фильм является ремейком фильма «Гнев».

## Релиз
30 января 2015 года Lionsgate выпустил картину в ограниченный прокат и через сервисы видео по требованию.

## Приём

### Кассовые сборы
Шальная карта собрал только 6,7 млн долларов при бюджете в 30 млн долларов.

### Реакция критиков
Фильм получил в основном негативные отзывы: на Rotten Tomatoes при 56 рецензиях рейтинг одобрения составляет 32 % и средний рейтинг 4,85 балла из 10, Metacritic на основе 19 обзоров рейтинг фильма составляет 40 баллов из 100.